# Palais de justice de Tours
Le palais de justice de Tours est construit entre 1840 et 1843 par Jean-Bernard Toussaint Jacquemin-Bellisle et son fils Jean-Charles Jacquemin-Belisle.

## Le bâtiment
De style néoclassique, il est fait de pierres blanches. L'édifice est situé place Jean-Jaurès, au droit de la rue Nationale symétriquement à l'Hôtel de ville de Tours. Il donne également sur le boulevard Béranger.
Derrière la façade se cache une cour intérieure.

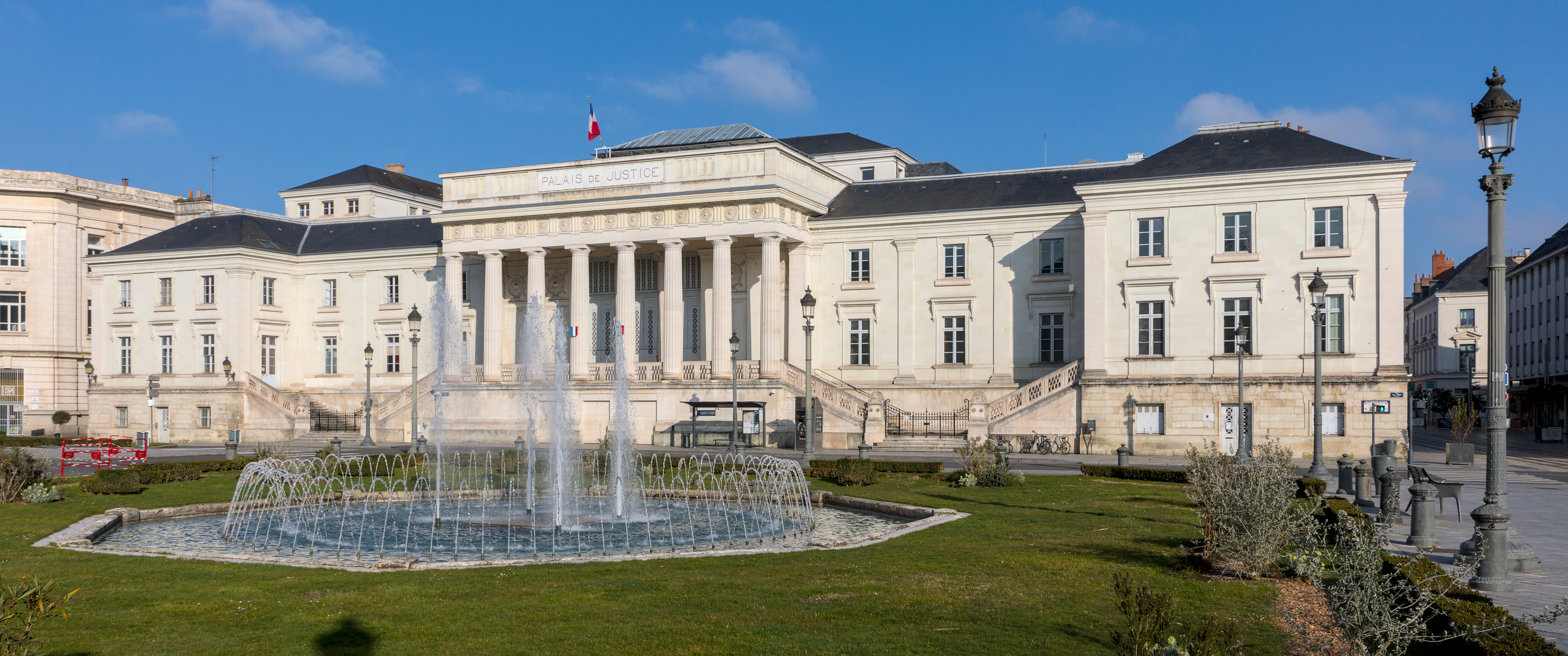

## Instances judiciaires
Il regroupe, entre autres, le tribunal judiciaire et le Tribunal pour enfants.
Des affaires retentissantes ont été jugées au Palais de Justice de Tours.